# Черных, Павел Александрович
Павел Александрович Черных (12 ноября 1938 год, Ростов-на-Дону — 26 июня 1995, Ростов-на-Дону) — живописец, график. Член Союза художников РСФСР.

## Биография
Павел Александрович Черных родился 12 ноября 1938 года в городе Ростове-на-Дону. Поступил в Ростовское художественное училище в 1953 году. Его наставниками в этом учебном заведении стали А. М. Черных и В. Ф. Щебланов.
В 1958 году стал выпускником Ростовского художественного училища. В 1959 году поступил в Московский государственный художественный институт им. В. И. Сурикова. Там его учителями были Михаил Михайлович Черемных, Н. А. Пономарева, Евгений Адольфович Кибрик.
В 1956 году стал выпускником этого института. В 1965 году стал преподавателем в Ростовском художественном училище им. М. Б. Грекова и работал в нём до 1970 года. В 1957 году начал участвовать в зональных, республиканских, всесоюзных и зарубежных выставок. В 1974 году был принят в СХ РСФСР.
С 1979 по 1995 год был педагогом Ростовского государственного педагогического университета, работал со студентами художественно-графического факультета.
В 1980-х годах состоялось открытие трех его персональных выставок — в 1980, 1983 и 1988 году.
Его ученик — живописец Олег Майборода, который в своих интервью отмечал, что именно мастерская Павла Александровича Черных стала его школой.
Умер в Ростове-на-Дону 26 июня 1995 года.